# 5. Panzerarmee (Rote Armee)
Die 5. Panzerarmee (russisch 5-я танковая армия), ab 1943 5. Gardepanzerarmee, war ein gepanzerter Großverband der Roten Armee im Zweiten Weltkrieg. Aufgestellt im Juni 1942 im Moskauer Militärbezirk und der Brjansker Front zugeteilt, kämpfte sie in der Woronesch-Woroschilowgrader Operation, bevor ihre Auflösung befohlen wurde. Im September 1942 erneut aufgestellt, wurde die Armee im November in der Operation Uranus zur Einschließung der bei Stalingrad kämpfenden deutschen 6. Armee eingesetzt. In der Mittleren Don-Operation kämpfte sie am Tschir und drang in der anschließenden Verfolgung bis an den Mius vor. Im April 1943 wurde ihr Oberkommando in das der 12. Armee umgewandelt.
Bereits zuvor war die Aufstellung der 5. Gardepanzerarmee in der Stawka-Reserve angeordnet worden. Diese kämpfte im Sommer 1943 in der Schlacht im Kursker Bogen sowie der anschließenden Belgorod-Charkower Operation. Danach als Teil der 2. Ukrainischen Front am unteren Dnepr in der Schlacht am Dnepr eingesetzt, kam sie bis Januar 1944 in den Operationen um Kriwoi Rog zum Einsatz. Es folgte die Teilnahme an mehreren Teiloperationen der Dnepr-Karpaten-Operation, wobei die Armee bis an den Pruth vordrang. Anschließend an die 3. Weißrussische Front abgegeben, kämpfte die Armee im Sommer 1944 in der Operation Bagration, später in der Baltischen Operation sowie der Schlacht um Ostpreußen. Nach dem Kriegsende wurde sie in 5. Garde-mechanisierte Armee umbenannt und in Weißrussland stationiert.

## Geschichte

### 5. Panzerarmee
Die 5. Panzerarmee der 1. Formation wurde auf Anordnung des Oberkommandos vom 25. und 26. Mai 1942 im Moskauer Militärbezirk unter direkter Kontrolle der Stawka aufgestellt und Mitte Juni der Brjansker Front unterstellt. In ihrem Bestand befanden sich zwei Panzerkorps (2. und 11.), eine unabhängige Panzerbrigade, eine Schützendivision und weitere Einheiten. Die Panzerbrigaden waren mit Panzern der Typen KW-1, T-34, T-60 und Matilda II ausgestattet. Ab dem 6. Juli griff die Armee in die Kämpfe um Woronesch im Zuge der Woronesch-Woroschilowgrader Operation ein. Bereits am 15. Juli erging der Auflösungsbefehl, die Panzerkorps kamen unter direkte Kontrolle der Brjansker Front. Das Armeeoberkommando wurde jedoch nicht aufgelöst, sondern mit seinen Nachrichteneinheiten im Bestand der Front behalten.
Am 30. August 1942 erging die Anordnung der Stawka, die 5. Panzerarmee bis zum 3. September erneut aufzustellen und im Raum Tula zu konzentrieren. Am 22. September wurde sie aus der Reserve der Stawka in den Bestand der Brjansker Front überstellt. Bei der Wiederaufstellung der Südwestfront am 22. Oktober 1942 kam sie in deren Bestand. Am 19. November trat sie im Rahmen der Operation Uranus aus dem Don-Brückenkopf von Serafimowitsch zum Angriff gegen die rumänische 3. Armee an und schloss am 22. November bei Kalatsch am Don durch ihr Zusammentreffen mit Truppen der Stalingrader Front den Einschließungsring um die deutsch-rumänischen Truppen bei Stalingrad. Anschließend kämpfte sie am Tschir gegen die Armeeabteilung Hollidt und nahm an der Mittleren Don-Operation von Mitte bis Ende Dezember teil. Im Zuge der anschließenden Verfolgungsoperationen erreichte die Armee Ende Februar 1943 den Mius und ging dann zur Defensive über. Am 20. April wurde ihr Oberkommando in das der 12. Armee umgewandelt.

### 5. Gardepanzerarmee
Am 22. Februar 1943 erging die Anweisung des Volkskommissariats für Verteidigung, bis zum 24. März im Raum Millerowo die 5. Gardepanzerarmee aufzustellen. Zu ihrem Bestand gehörten das 3. Gardepanzerkorps, das 29. Panzerkorps, das 5. Garde-mechanisierte Korps und weitere Einheiten. Zeitweise wurde erwogen, die Armee bei der Verteidigung von Charkow während der Dritten Schlacht um Charkow einzusetzen, sie wurde hierfür in den Raum Woronesch beordert. Anfang April wurde sie der Reservefront (3. Formation) unterstellt.
Am 9. Juli 1943, während der Kursker Schlacht, wurde die Armee der Woronescher Front unterstellt. Generalleutnant Rotmistrow befahl am Abend des 11. Juli den Gegenangriff, um den deutschen Durchbruch zu verhindern, er verfügte zu diesem Zeitpunkt über 793 Panzer und 57 Sturmgeschütze.
| 18. Panzerkorps               | Generalmajor Boris Sergejewitsch Bacharow    | - 110. Panzerbrigade (Oberst I. M. Kolesnikow) - 170. Panzerbrigade (Oberst A. I. Kasakow) - 181. Panzerbrigade (Oberst W. A. Pusyrjew) - 32. motorisierte Schützenbrigade (Oberst L. A. Strukow)                                 |
| 29. Panzerkorps               | Generalmajor Iwan Fjodorowitsch Kiritschenko | - 25. Panzerbrigade (Oberst N. Wolodin) - 31. Panzerbrigade (Oberst S. J. Mosjew) - 32. Panzerbrigade (Oberst A. A. Linjew) - 53. motorisierte Schützenbrigade (Oberst N. P. Lipisch)                                             |
| 5. Garde-mechanisiertes Korps | Generalmajor Boris Michailowitsch Skwortzow  | - 10. mech. Garde-Panzer-Brigade (Oberst I. B. Michailow) - 11. mech. Garde-Panzer-Brigade (Oberst N. W. Gritschenko) - 12. mech. Garde-Panzer-Brigade (Oberst M. I. Letschenko) - 24. Garde-Panzer-Brigade (Oberst V. P. Karpow) |

Am Morgen des 12. Juli begann der heftige Gegenangriff auf die Stellungen des II. SS-Panzerkorps mit etwa 600 Panzern. Die resultierende Panzerschlacht von Prochorowka gilt als größtes einzelnes Panzergefecht des Zweiten Weltkriegs, die Verluste der 5. Gardepanzerarmee dabei waren schwerwiegend. Nach dem Abbruch der deutschen Offensive ging die Armee Anfang August als Teil der Belgorod-Charkower Operation zum Gegenangriff über, dabei war sie ab dem 9. August der Steppenfront unterstellt. Am 8. September erging der Befehl, die Armee im Raum Dergatschi in die Stawka-Reserve zu überführen.
Sie wurde am 7. Oktober 1943 wieder der Steppenfront (ab 20. Oktober: 2. Ukrainische Front) zur Verfügung gestellt und nahm anschließend bis in die zweite Dezemberwoche an Operationen teil, die zur Rückeroberung von Kriwoi Rog führen sollten, was aber erst Anfang 1944 gelang. Im Januar 1944 war die Armee an Kirowograder Operation beteiligt, anschließend an der Korsun-Schewtschenkowsker Operation bis Mitte Februar. In der zweiten Phase der Dnepr-Karpaten-Operation ging die Armee im Zuge der Uman-Botoșaner Operation über den Südlichen Bug vor, überschritt bei Camenca den Dnister und erreichte die Gegend von Iași.
Am 27. Mai 1944 erging der Befehl des Generalstabs, die Armee mit dem 3. Gardepanzerkorps und dem 29. Panzerkorps per Eisenbahn in die Stawka-Reserve zu verlegen. Am 23. Juni wurde sie der 3. Weißrussischen Front unterstellt, mit der sie im Rahmen der Operation Bagration an der Witebsk-Orscha-Operation, der Minsker Operation und der Vilniusser Operation sowie in Teilen an der Kaunasser Operation teilnahm. Im August 1944 wurde sie in den Bestand der 1. Baltischen Front transferiert. Vom 5. bis 22. Oktober 1944 nahmen Teile der Armee an der Offensive gegen Memel teil. Anschließend wurde sie der Stawka-Reserve zugeteilt.
| 10. mechanisiertes Korps      | Generalmajor Michail Gordejewitsch Sachno   | - 178. mechanisierte Brigade (Oberst Iwan Wassiljewitsch Polukarow) - 183. mechanisierte Brigade (Oberst Nikolai Stepanowitsch Grischin) - 186. mechanisierte Brigade (Oberst Dmitri Gnesdilow)                 |
| 3. Garde-mechanisiertes Korps | Generalleutnant Alexei Pawlowitsch Panfilow | - 3. Garde-mechanisierte Brigade (Oberstleutnant Fedor Chrisanfovich Jegorow) - 18. Garde-mechanisierte Brigade (Oberst Cyril Osipovich Urvanow) - 19. Garde-mechanisierte Brigade (Oberstleutnant Alexei Kutz) |
| 8. mechanisiertes Korps       | Generalleutnant Alexei Fjodorowitsch Popow  | - 58. mechanisierte Brigade (Oberst Andrei Alexandrowitsch Somow) - 59. mechanisierte Brigade (Oberst Athanasi S. Turenko) - 28. mechanisierte Brigade (Oberst Grigori Romanowitsch Piwnew)                     |

Im Januar 1945 wurde die Armee der 2. Weißrussischen Front unterstellt, mit der sie an der am 13. Januar begonnenen Ostpreußischen Operation teilnahm. Dabei ging sie über Mława auf Elbing vor und erreichte am 25. Januar das Frische Haff, wodurch der deutschen 4. Armee der Rückzugsweg abgeschnitten wurde. Anschließend kämpfte sie gegen diese in der Kesselschlacht von Heiligenbeil, wobei sie ab dem 10. Februar wieder der 3. Weißrussischen Front unterstellt war. Ende Februar kam sie erneut zur 2. Weißrussischen Front, mit der sie bis zum Kriegsende im Mündungsgebiet der Weichsel und bei Danzig kämpfte.

### Nachkriegszeit
Nach dem Ende des Krieges in Europa wurde die Armee unter anderem mit dem Rotbannerorden ausgezeichnet. Sie wurde in 5. Garde-mechanisierte Armee umbenannt und im Weißrussischen Militärbezirk mit Hauptquartier in Bobruisk stationiert. 1957 wurde sie wieder in eine Panzerarmee umbenannt. Sie nahm 1968 an den Operationen in der Tschechoslowakei zur Beendigung des „Prager Frühlings“ teil. Im Zuge der Auflösung der Sowjetunion wurde sie Anfang der 1990er Jahre Teil der Streitkräfte Weißrusslands und in ein Armeekorps umgewandelt.

## Befehlshaber in der Zeit des Zweiten Weltkriegs
5. Panzerarmee
- Alexander Iljitsch Lisjukow – Mai bis Juli 1942
- Pawel Semjonowitsch Rybalko – Juli bis September 1942
- Prokofi Logwinowitsch Romanenko – September bis Dezember 1942
- Markian Michailowitsch Popow – Dezember 1942 bis Januar 1943
- Iwan Timofejewitsch Schljomin – Januar bis April 1943

5. Gardepanzerarmee
- Pawel Alexejewitsch Rotmistrow – Februar 1943 bis 8. August 1944
- Michail Dmitrijewitsch Solomatin – 8. bis 18. August 1944
- Wassili Timofejewitsch Wolski – 18. August 1944 bis 16. März 1945
- Maxim Denissowitsch Sinenko – 16. März 1945 bis Kriegsende